# Chadży Gabidullin
Chadży Zagidułłowicz Gabidullin (ros. Хаджи Загидуллович Габидуллин, ur. 7 listopada 1897 we wsi Sawadi-Baszewo w guberni ufijskiej, zm. 27 września 1937) – przewodniczący Rady Komisarzy Ludowych Tatarskiej ASRR (1924-1927).

## Życiorys
W 1915 ukończył wyższą szkołę nauczycielską, od 1917 członek SDPRR(b), 1917-1918 komisarz ds. muzułmańskich guberni tobolskiej, od 1919 żołnierz Armii Czerwonej, komisarz wojskowych 1 Kazańskich Kursów Kawaleryjskich. 1920-1924 szef zarządu milicji robotniczo-chłopskiej i zastępca ludowego komisarza spraw wewnętrznych Tatarskiej ASRR, od 1924 do września 1927 przewodniczący Rady Komisarzy Ludowych Tatarskiej ASRR, 1927-1930 członek Małej Rady Komisarzy Ludowych RFSRR, 1931-1933 kierownik katedry Komunistycznego Uniwersytetu Pracującego Wschodu, 1933 ukończył Instytut Czerwonej Profesury. 1933-1936 szef zarządu uniwersytetów i instytucji naukowo-badawczych Ludowego Komisariatu Oświaty RFSRR, od 1934 do czerwca 1937 kierownik katedry historii najnowszej państw kolonialnych i zależnych Moskiewskiego Uniwersytetu Państwowego, od 1936 do czerwca 1937 szef zarządu szkół dla dorosłych Ludowego Komisariatu Oświaty RFSRR.

## Śmierć
Dnia 26 czerwca 1937 roku został aresztowany. Dzień później został skazany na śmierć przez Kolegium Wojskowe Sądu Najwyższego ZSRR "za przynależność do kontrrewolucyjnej organizacji terrorystycznej" i rozstrzelany. 14 maja 1957 pośmiertnie zrehabilitowany.